# Chrysops surdus
Chrysops surdus är en tvåvingeart som beskrevs av Osten Sacken 1877. Chrysops surdus ingår i släktet Chrysops och familjen bromsar. Inga underarter finns listade i Catalogue of Life.